# Frente Popular Nacional
Rastriya Janamorcha (en nepalí: राष्ट्रिय जनमोर्चा, lit. 'Frente Nacional Popular') es un partido político en Nepal. Fue fundado originalmente en 1995 como el frente legal del Partido Comunista de Nepal (Masal). El ex viceprimer ministro Chitra Bahadur K.C. es el presidente del partido. El partido aboga por la descentralización dentro del antiguo sistema unitario.

## Resultados electorales
| Elección | Líder             | Votos por circunscripción | Votos por circunscripción | Votos por circunscripción | Votos por listas de partidos | Votos por listas de partidos | Votos por listas de partidos | Escaños | Escaños     | Posición | Estatus   |
| Elección | Líder             | N.º                       | %                         | % +/-                     | N.º                          | %                            | % +/-                        | N.º     | +/-         | Posición | Estatus   |
| -------- | ----------------- | ------------------------- | ------------------------- | ------------------------- | ---------------------------- | ---------------------------- | ---------------------------- | ------- | ----------- | -------- | --------- |
| 1999     | Chitra Bahadur KC | 121,394                   | 1.41                      |                           |                              |                              |                              | 5/205   |             | 5°       | Oposición |
| 2008     | Chitra Bahadur KC | 93,578                    | 0.91                      | 0.50                      | 106,224                      | 0.99                         |                              | 4/575   | 1           | 12       | Oposición |
| 2013     | Chitra Bahadur KC | 66,666                    | 0.74                      | 0.17                      | 92,387                       | 0.98                         | 0.01                         | 3/575   | 1           | 12°      | Oposición |
| 2017     | Chitra Bahadur KC | 70,014                    | 0.70                      | 0.04                      | 62,133                       | 0.65                         | 0.33                         | 1/275   | 2           | 10°      | Oposición |
| 2022     | Chitra Bahadur KC | 57,278                    | 0.55                      | 0.15                      | 46,504                       | 0.44                         | 0.21                         | 1/275   | Sin cambios | 12°      | Oposición |